# Tianjing
Tianjing (天京) era a cidade de Nanquim (ou Nanjing) quando serviu como capital do Reino Celestial Taiping de 1853 a 1864, em meio à Rebelião Taiping contra a dinastia Qing.

## História
Nanquim foi tomada pelos rebeldes Taiping em 19 de março de 1853.
O governo Taiping havia estabelecido uma organização igualitária, com uma estrita separação entre homens e mulheres; em grandes cidades como Wuchang e Nanquim (a cidade que costumava ser Tianjing), esta regra foi rigorosamente aplicada: os homens viviam em seus próprios aposentos e as mulheres e crianças em outros.
Homens e mulheres foram reagrupados nesses bairros por grupos de 25 (chamados guan), dependendo de seus ofícios. Havia guans reagrupando pedreiros, carpinteiros, alfaiates e até cozinheiros de molho. Havia também guans de "serviços públicos" para ofícios como médicos, bombeiros ou agentes funerários.
Pequenas lojas que vendiam carne, peixe ou chá eram mantidas separadas dependendo de seus clientes: havia uma loja para clientes do sexo masculino, outra loja para clientes do sexo feminino, e a polícia de Taiping estava se certificando de que isso fosse realmente aplicado. Em Tianjing, as pessoas reagiram de maneiras diferentes: enquanto algumas pessoas aceitaram a nova maneira, outras se esconderam ou fugiram, levando à falta de médicos, pois muitos fugiram da cidade.
Tianjing finalmente caiu para o exército imperial Qing (o Exército Xiang) em 19 de julho de 1864, levando a sangrentos combates de rua, durante os quais cerca de 150 mil rebeldes foram mortos.

### Citações
1. 1 2  (Spence 1996).